# Petrophora ordinata
Petrophora ordinata är en fjärilsart som beskrevs av Walker 1862. Petrophora ordinata ingår i släktet Petrophora och familjen mätare. Inga underarter finns listade i Catalogue of Life.